# Vianges
Vianges är en kommun i departementet Côte-d'Or i regionen Bourgogne-Franche-Comté i östra Frankrike. Kommunen ligger i kantonen Liernais som tillhör arrondissementet Beaune. År 2022 hade Vianges 36 invånare.

## Befolkningsutveckling
Antalet invånare i kommunen Vianges
Referens:INSEE